# Bahnhof Wertheim
Der Bahnhof Wertheim liegt an der Bahnstrecke Miltenberg West–Wertheim sowie an der Bahnstrecke Lauda–Wertheim und ist der Bahnhof von Wertheim, einer Großen Kreisstadt des Main-Tauber-Kreises in Baden-Württemberg.

## Lage
Das Empfangsgebäude befindet sich in der Bahnhofstraße 8, unweit der Mündung der Tauber in den Main.

## Geschichte
Der Wertheimer Bahnhof wurde 1868 eröffnet und ermöglichte zunächst nur eine Verbindung tauberaufwärts. Neben einer Wasserstation verfügte er über zwei Wasserkräne. Ein zweiständiger Lokomotivschuppen sowie eine Dienstwohnung und ein Gebäude für den Weichenwärter ergänzten die Bahnhofsbauten. Mit der Eröffnung der Mainbrücke am 1. Oktober 1881 kam die Verbindung nach Lohr über Kreuzwertheim hinzu, wodurch der Wertheimer Bahnhof ein Sackbahnhof für zwei Strecken wurde. Der Bahnhof Wertheim diente dadurch als Wechselstation zu den Königlich Bayerischen Staatseisenbahnen.
Ein bereits 1868 errichtetes provisorisches Empfangsgebäude wurde bis 1968 genutzt; es bestand aus Teilen des alten Mannheimer Bahnhofs. 1888 wurden die Bahnanlagen, von der Lokomotivenremise ausgehend, bis zum Winterhafen erweitert. Am Kai befand sich ein Hebekran mit acht Tonnen Tragfähigkeit. Der Bahnhofsvorsteher war nun gleichzeitig auch Kommandant des Tauberhafens. 1909 wurden die Lohrer- und der Laudaer Strecke im Stadtbereich zusammengelegt und der Bahndamm beiderseits mit Stützmauern ergänzt.
1912 kam als dritte Strecke die Strecke von Miltenberg dazu. Dadurch wurde Wertheim zu einem Durchgangsbahnhof. Diese Strecke überquert bei Wertheim-Bestenheid auf der Eisenbahnbrücke Hasloch den Main. Mit dem Bau der Fachwerkbrücke wurde 1910 begonnen und 1911 waren die Maurerarbeiten fertig gestellt. Die feierliche Eröffnung der Brücke fand am 30. September 1912 zeitgleich mit der Michaelismesse statt. Der damalige Halt im Stadtteil Grünenwörth wird heute nicht mehr bedient.
Gegen Ende des Zweiten Weltkrieges wurde die Brücke im Frühjahr 1945 von deutschen Soldaten mithilfe von Fliegerbomben gesprengt. Ab Mai 1945 bis zum Wiederaufbau der Mainbrücke unterhielt der Bahnhof eine Fähre über den Main. 1947/48 wurde die Mainbrücke von der Reichsbahn wiederaufgebaut. Dabei wurde auch der Fußgängersteg wieder angebracht. An dieser Maßnahme musste sich auch die Gemeinde Hasloch finanziell beteiligen.
1957 wurde im Bahnhof ein Stellwerk als Turm zwischen den Hauptgleisen errichtet. 1969 wurde das Empfangsgebäude abgebrochen. Bis zur Inbetriebnahme des neuen Empfangsgebäudes wurde eine Holzbaracke aufgestellt. 1971 wurde das heutige Empfangsgebäude fertig gestellt und in Betrieb genommen.
Der Personenverkehr zwischen Lohr und Wertheim wurde am 30. Mai 1976 eingestellt. Am 26. Mai 1979 kam es zur Stilllegung und zum anschließenden Abbau der Lohrer Strecke. Von ihr sind heute nur noch wenige Reste erhalten. Bis 1984 blieb der Bahnhof Wertheim selbstständig mit eigener Bahnmeisterei. Dann erfolgten Umwandlungen und Angliederungen. 1988 wurde der Güterverkehr in Wertheim aufgegeben, die Stückgutabfertigung wurde nach Heilbronn verlegt. Der Wagenladungsverkehr kam betrieblich zum Bahnhof Lauda. 2003 wurde der Fahrkartenschalter geschlossen. Von 2009 bis 2010 wurde das Bahnhofsgebäude renoviert und erhielt wieder eine Fahrkartenverkaufsstelle. Zwischen 2010 und 2012 wurden Gleisanlagen und Bahnsteige umgebaut und dabei im Jahr 2011 das Stellwerk stillgelegt und abgebrochen. Seither wird der Bahnhof vom Zentralstellwerk Miltenberg aus ferngesteuert. Der Hausbahnsteig an Gleis 1 ist seitdem ein Kopfgleis, zwischen Gleis 2 und 3 liegt ein Mittelbahnsteig, der durch einen ebenerdigen Zugang erreicht wird.

Ansichten des Bahnhofes Wertheim
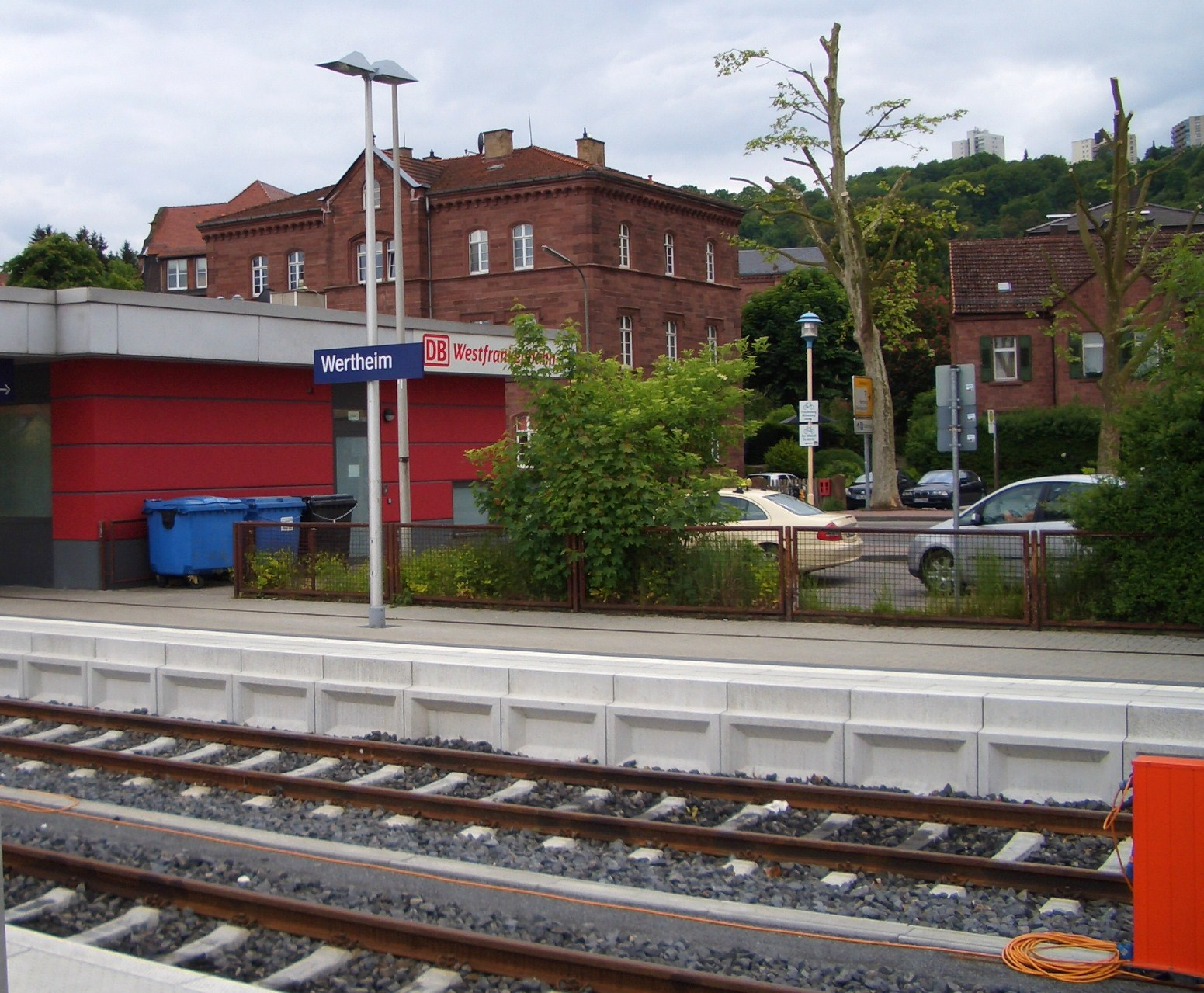
Bahnhof
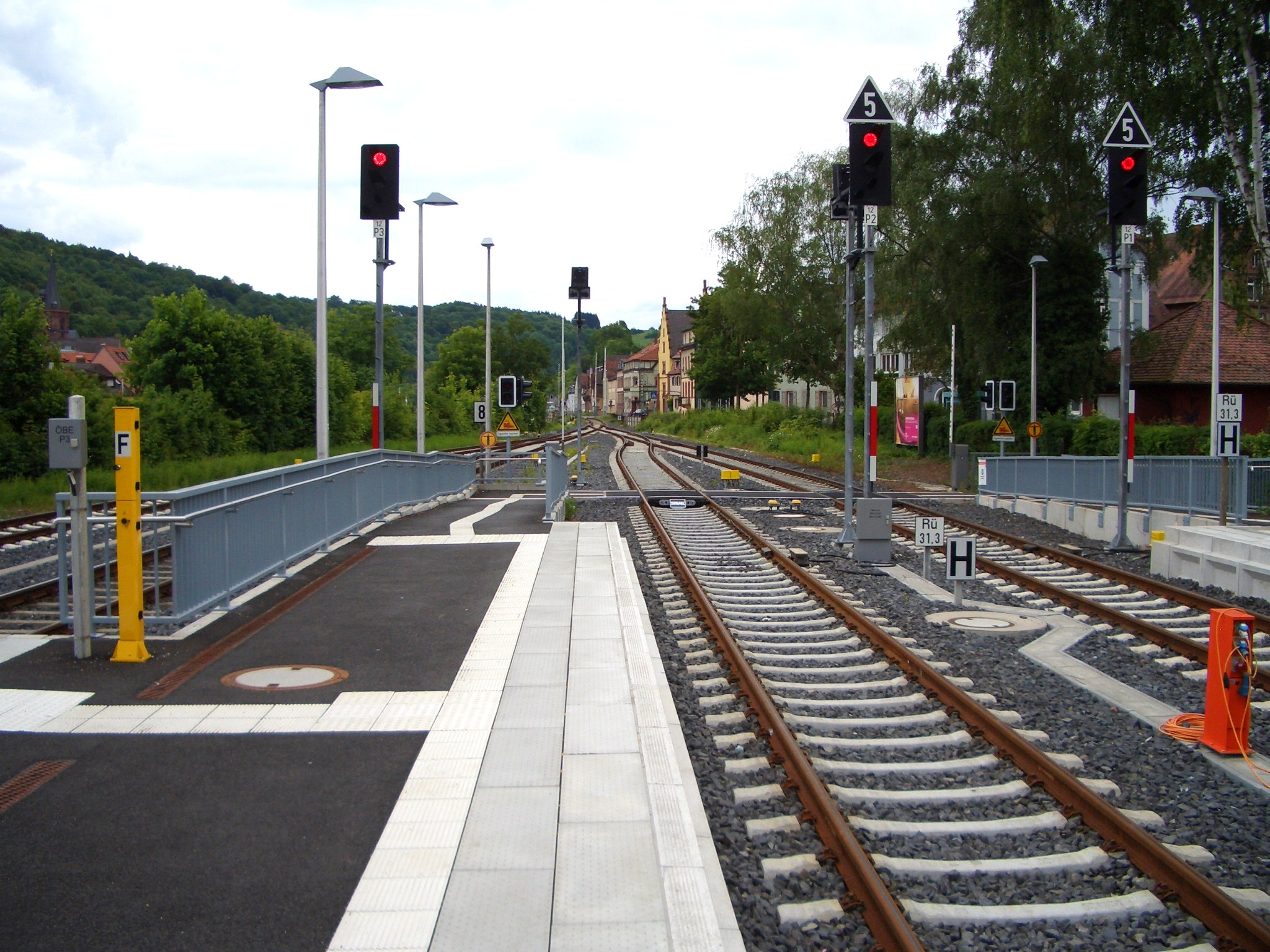
Blick in Richtung Taubertal
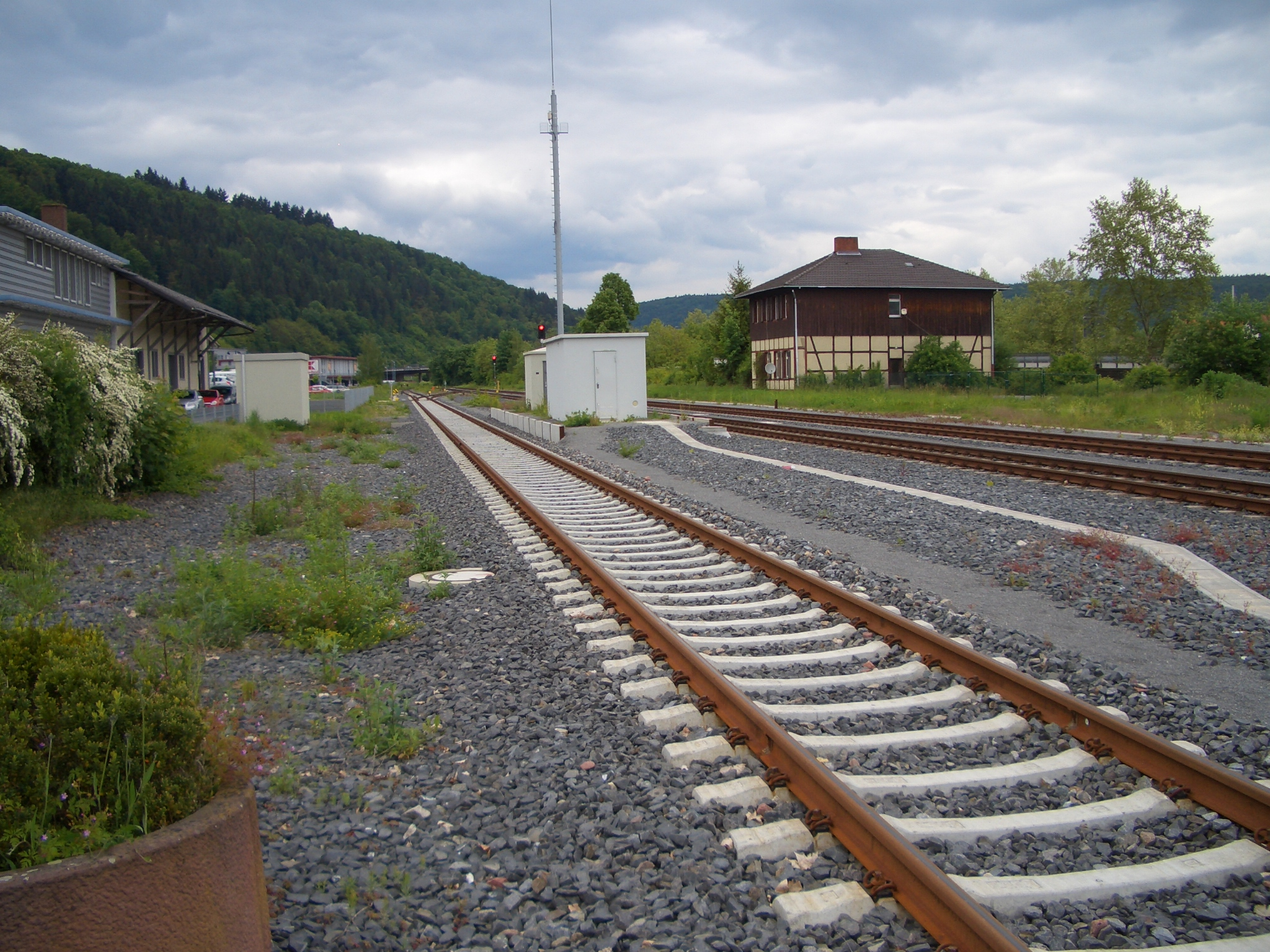
Schalthaus
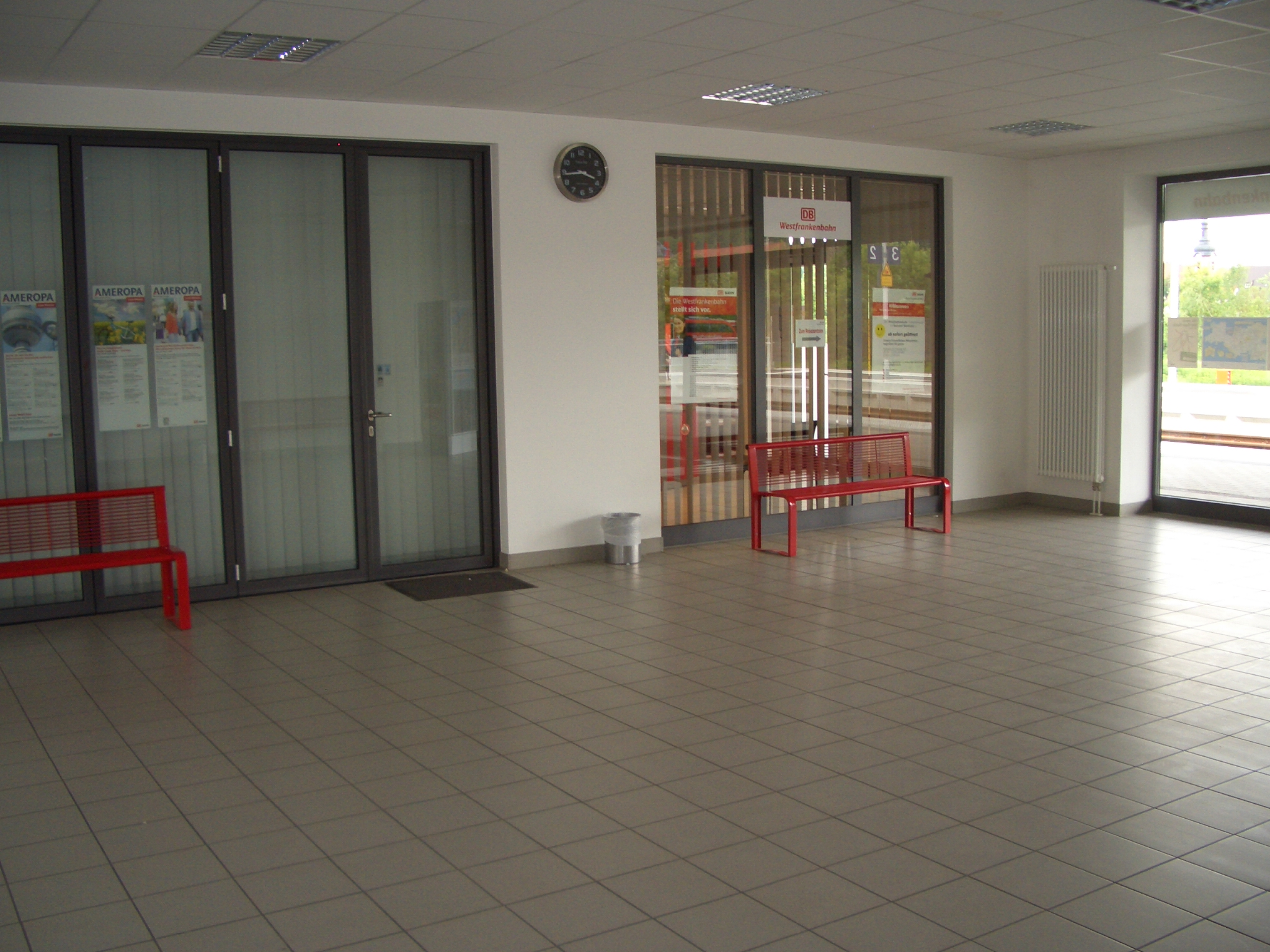
Warteraum mit Reisezentrum

## Personenverkehr
| Linie | Verlauf                                                                              | Frequenz                  |
| ----- | ------------------------------------------------------------------------------------ | ------------------------- |
| RE 87 | Aschaffenburg – Wertheim – Tauberbischofsheim – Lauda – Bad Mergentheim – Crailsheim | Zweistundentakt           |
| RB 88 | Wertheim – Tauberbischofsheim – Lauda                                                | Zweistundentakt, versetzt |

Den öffentlichen Personennahverkehr (ÖPNV) bedienen mehrere Buslinien innerhalb der Verkehrsgemeinschaft Main-Tauber (VGMT). Es gelten die Tarife des Verkehrsverbundes Rhein-Neckar (VRN).